# Awi
Awi är en zon i Etiopien.   Den ligger i regionen Amhara, i den nordvästra delen av landet, 300 km nordväst om huvudstaden Addis Abeba.